# Gazzaniga (motocicleta)
Gazzaniga és una empresa italiana amb seu a Castano Primo (ciutat metropolitana de Milà) que va participar amb motocicletes de fabricació pròpia en algunes edicions del Campionat del Món de motociclisme al tombant de la dècada del 1980.

## Resultats al mundial
Del 1988 al 1993, Gazzaniga va competir a la classe dels 125cc amb els pilots Domenico Brigaglia, Maurizio Vitali, Corrado Catalano, Giovanni Palmieri i Lucio Cecchinello; els millors resultats els va obtenir el 1988, quan Brigaglia va pujar al podi al Gran Premi de Gran Bretanya i acabà cinquè a la classificació final. Al llarg dels anys, Gazzaniga va obtenir nombrosos punts en aquesta cilindrada.
A la classe dels 250cc, però, només hi va participar les temporades de 1987 i 1988, sense anar més enllà del 26è lloc de Vitali a la classificació final de 1988.